# Güllübağ-Talsperre
Die Güllübağ-Talsperre befindet sich am Fluss Çoruh in der nordosttürkischen Provinz Erzurum.
Die Güllübağ-Talsperre liegt unterhalb der Kreisstadt İspir.
Die Talsperre wurde in den Jahren 2008–2012 zur Energieerzeugung errichtet. 
Das Absperrbauwerk ist eine Gewichtsstaumauer aus Walzbeton (RCC-Damm). 
Die Staumauer hat eine Höhe von 71,5 m (über Gründungssohle) und besitzt ein Volumen von 150.000 m³.
Die Kronenlänge beträgt 92 m.
Der 4,5 km lange Stausee besitzt ein Speichervolumen von 20 Mio. m³.
Das Wasserkraftwerk der Güllübağ-Talsperre verfügt über drei Francis-Turbinen mit einer Leistung von jeweils 32 Megawatt.
Das hydraulische Potential beträgt 105 m.
Das Regelarbeitsvermögen liegt bei 313,9 GWh im Jahr.
Im Jahr 2013 kamen zwei vierzehn und siebzehn Jahre alte Jungen beim Fischen im Stausee ums Leben. Sie ertranken, als Wasser abgelassen wurde.